# Red Bull RB13
Red Bull Racing-TAG Heuer RB13 je vůz formule 1 týmu Red Bull Racing-TAG Heuer pro sezonu 2017. Jeho piloty byli Max Verstappen a Daniel Ricciardo.Vůz byl představen 26. února. V sezóně dosáhl 3 vítězství a 13 pódií.

## Motor

### TAG Heuer RB13 (Renault R.E.17)
- Počet válců: 6

- Objem: 1600CC

- Maximální otáčky: 15000 RPM
- Počet ventilů: 24
- Úhel válců: 90 Stupňů
- Výkon: 900 HP (671kw)
- Olej: EXXON Mobil
- Váha 145 kg
- Elektromotor: Kinetické a termální rekuperační systémy.

## Kompletní výsledky v sezóně 2017
| Legenda k tabulce | Legenda k tabulce                                                                       |
| Barva             | Výsledek                                                                                |
| ----------------- | --------------------------------------------------------------------------------------- |
| Zlatá             | Vítěz                                                                                   |
| Stříbrná          | 2. místo                                                                                |
| Bronzová          | 3. místo                                                                                |
| Zelená            | Bodované umístění                                                                       |
| Modrá             | Nebodované umístění                                                                     |
| Modrá             | Dokončil neklasifikován (NC)                                                            |
| Fialová           | Odstoupil (Ret)                                                                         |
| Červená           | Nekvalifikoval se (DNQ)                                                                 |
| Červená           | Nepředkvalifikoval se (DNPQ)                                                            |
| Černá             | Diskvalifikován (DSQ)                                                                   |
| Bílá              | Nestartoval (DNS)                                                                       |
| Bílá              | Závod zrušen (C)                                                                        |
| Světle modrá      | Pouze trénoval (PO)                                                                     |
| Světle modrá      | Páteční testovací jezdec (TD)                                                           |
| Bez barvy         | Netrénoval (DNP)                                                                        |
| Bez barvy         | Vyřazen (EX)                                                                            |
| Bez barvy         | Nepřijel (DNA)                                                                          |
| Bez barvy         | Odvolal účast (WD)                                                                      |
| Bez barvy         | Nezúčastnil se (prázdné)                                                                |
| Označení          | Význam                                                                                  |
| Tučnost           | Pole position                                                                           |
| Kurzíva           | Nejrychlejší kolo                                                                       |
| †                 | Jezdec nedojel do cíle, ale byl klasifikován, protože odjel více než 90 % délky závodu. |
| ‡                 | Byl udělován poloviční počet bodů, protože bylo odjeto méně než 75 % délky závodu.      |
| Horní index       | Umístění bodujících jezdců ve sprintu                                                   |

| 2017 | Red Bull Racing | TAG Heuer | Pirelli |                  |     |   |     |     |     |   |     |     |     |   |     |     |    |     |   |   |     |     |   |     |     |     |
| 2017 | Red Bull Racing | TAG Heuer | Pirelli | Daniel Ricciardo | Ret | 4 | 5   | Ret | 3   | 3 | 3   | 1   | 3   | 5 | Ret | 3   | 4  | 2   | 3 | 3 | Ret | Ret | 6 | Ret | 368 | 3rd |
| 2017 | Red Bull Racing | TAG Heuer | Pirelli | Max Verstappen   | 5   | 3 | Ret | 5   | Ret | 5 | Ret | Ret | Ret | 4 | 5   | Ret | 10 | Ret | 1 | 2 | 4   | 1   | 5 | 5   | 368 | 3rd |